# Andrew Molson
 (décembre 2018).
Andrew Thomas Molson est un homme d'affaires canadien né à Montréal en 1967,. Il est le fils ainé d’Eric Molson et le frère de Justin Molson et de Geoffrey Molson. Il est membre de la grande famille Molson.

## Éducation
Andrew Molson a fait ses études secondaires au Collège de Montréal. Il est diplômé en droit de l’Université Laval, est bachelier ès arts de l’Université Princeton et détient une maîtrise en gouvernance d'entreprise et en éthique des affaires de l’Université de Londres (Birkbeck College).

## Carrière
Andrew Molson est président du conseil du Groupe Res Publica depuis 1997. Il siège également au conseil d’administration de la brasserie Molson Coors et est membre du conseil d’administration du Groupe Deschênes, de Dundee Corporation et de la Société en commandite Groupe CH, propriétaire du Canadiens de Montréal.

## Philanthropie
Andrew Molson est président du conseil d’administration de la Fondation Molson, de la Fondation de l’Hôpital général de Montréal, et de la Société du Musée Pointe-à-Callière. Il siège également sur plusieurs conseils d’administration d’autres organismes dont, notamment, l’Institut sur la gouvernance d’organisations privées et publiques, la Fondation de l’Université Concordia, le Banff Centre, La fondation evenko pour le talent émergent et le Forum des politiques publiques.